# Старосамбірський деканат Самбірсько-Дрогобицької єпархії УГКЦ
Структурна одиниця Самбірсько-Дрогобицької єпархії УГКЦ.
Станом на 2014 р. до деканату належать 46 населених пунктів, 14 парафій (також 18 дочірних парафій та 14 духовних станиць), які обслуговують 14 священослужителів.
Загальна кількість населення 35 473 особи, серед них 15 606 греко-католиків, 13 997 вірних УПЦ КП, 860 — УПЦ МП, 4 755 — УАПЦ, 20 — РКЦ, 235 інших.
Загальна кількість храмів — 62, із них УГКЦ — 37, УПЦ КП — 17, УПЦ МП — 2, УАПЦ — 6, РКЦ — 1.
17 храмів повернуті УГКЦ, у почерговому використанні з православними — 4 храми, 23 храми не повернули УГКЦ.
За період 1990—2014 р. збудовано (перебудовано) греко-католицькими громадами 14 храмів, ще 2 у стані будівництва; православними громадами за цей період збудовано (перебудовано, будуються) 2 храми.
Також деканат налічує 11 плебаній УГКЦ та 1 чоловічу монашу обитель у с. Лаврів.